# Landskap i Norge
Begrebet Landskap er ikke meget brugt 
i geografisk sammenhæng i Norge. Alligevel er der  områder som kan karakteriseres som landskap. Norge har mange dale, og alle  kunne kaldes landskap. Historisk set og i en nordisk sammenhæng ender landskapsnavne ofte på efterstavelsen -land og -fylke, hvilket som peger tilbage på de gamle småkonge- og jarledømmene fra før Norges samling. Nogle er gamle folkelande, som Romerike, raumernes rige, eller Hadeland, hadernes land. Flere af disse landskaper findes den dag i dag. Landskap må alligevel ikke forveksles med fjorddistrikt (f.eks. Hardanger), fylke eller landsdel, selv om nogle gamle landskapsnavne er taget i brug som fylkesnavn. Sør-Norge, Sørlandet, Vestlandet, Sørvestlandet, Østlandet og Nord-Norge er alle landsdele, selv om de overlapper hinanden.
- Agder
- Fosen eller Fosna
- Gauldalen
- Gudbrandsdalen
- Hadeland
- Haugalandet
- Hedmarken
- Helgeland
- Hordaland
- Hålogaland
- Innherred eller Innherad
- Jæren
- Lofoten
- Namdalen
- Nordland
- Nordmøre
- Ofoten
- Romerike
- Romsdalen
- Ryfylke
- Salten
- Solør
- Sunnmøre
- Toten
- Trøndelag
- Valdres
- Vesterålen
- Østerdalen